# 1994-es Formula–1 ausztrál nagydíj
Az ausztrál nagydíj volt az 1994-es Formula–1 világbajnokság szezonzáró futama.

## Futam
A szezonzáró ausztrál nagydíj előtt ismét 1 pont lett a különbség Schumacher és Hill között. Adelaideben a német az élen haladt, amikor elkövetett egy vezetői hibát, kiszaladt a pályáról és nekikoccantotta autóját egy betonfalnak. Amikor visszatért a pályára, Hill megpróbálta kihasználni a pillanatnyi megingást és belül elmenni mellette, Schumacher azonban ráhúzta a kormányt, és a következő jobbkanyarban összeütköztek. Schumacher azonnal kiesett, míg Hill tovább tudott menni. Néhány pillanattal később az angol versenyző is a boxba hajtott, ahol megállapították, hogy az ütközés következtében eltört autója bal első kerékfelfüggesztése, és nem tud továbbmenni. A világbajnoki cím így Schumacheré lett.
A történelmi Lotus csapat számára ez volt az utolsó F1-es szezon, hetvenkilenc nagydíj győzelem után  kivonult a csapat.
| Helyezés | #  | Versenyző              | Csapat/Motor      | Futott körök | Idő/Kiesés oka | Rajthely | Pontszám |
| -------- | -- | ---------------------- | ----------------- | ------------ | -------------- | -------- | -------- |
| 1        | 2  | Nigel Mansell          | Williams-Renault  | 81           | 1:47:51,4      | 1        | 10       |
| 2        | 28 | Gerhard Berger         | Ferrari           | 81           | +2,511         | 11       | 6        |
| 3        | 8  | Martin Brundle         | McLaren-Peugeot   | 81           | +52,487        | 9        | 4        |
| 4        | 14 | Rubens Barrichello     | Jordan-Hart       | 81           | +1:10,530      | 5        | 3        |
| 5        | 26 | Olivier Panis          | Ligier-Renault    | 80           | +1 kör         | 12       | 2        |
| 6        | 27 | Jean Alesi             | Ferrari           | 80           | +1 kör         | 8        | 1        |
| 7        | 30 | Heinz-Harald Frentzen  | Sauber-Mercedes   | 80           | +1 kör         | 10       |          |
| 8        | 9  | Christian Fittipaldi   | Footwork-Ford     | 80           | +1 kör         | 19       |          |
| 9        | 23 | Pierluigi Martini      | Minardi-Ford      | 79           | +2 kör         | 18       |          |
| 10       | 6  | Jyrki Järvilehto       | Sauber-Mercedes   | 79           | +2 kör         | 17       |          |
| 11       | 25 | Franck Lagorce         | Ligier-Renault    | 79           | +2 kör         | 20       |          |
| 12       | 7  | Mika Häkkinen          | McLaren-Peugeot   | 76           | Fékek          | 4        |          |
| Kiesett  | 24 | Michele Alboreto       | Minardi-Ford      | 69           | Felfüggesztés  | 16       |          |
| Kiesett  | 4  | Mark Blundell          | Tyrrell-Yamaha    | 66           | Baleset        | 13       |          |
| Kiesett  | 20 | Jean-Denis Délétraz    | Larrousse-Ford    | 56           | Váltó          | 25       |          |
| Kiesett  | 11 | Mika Salo              | Lotus-Mugen-Honda | 49           | Elektronika    | 22       |          |
| Kiesett  | 31 | David Brabham          | Simtek-Ford       | 49           | Motorhiba      | 24       |          |
| Kiesett  | 12 | Alessandro Zanardi     | Lotus-Mugen-Honda | 40           | Gázadagoló     | 14       |          |
| Kiesett  | 0  | Damon Hill             | Williams-Renault  | 35           | Baleset        | 3        |          |
| Kiesett  | 5  | Michael Schumacher     | Benetton-Ford     | 35           | Baleset        | 2        |          |
| Kiesett  | 32 | Domenico Schiattarella | Simtek-Ford       | 21           | Váltó          | 26       |          |
| Kiesett  | 3  | Katajama Ukjó          | Tyrrell-Yamaha    | 19           | Kicsúszás      | 15       |          |
| Kiesett  | 19 | Hideki Noda            | Larrousse-Ford    | 18           | Olajszivárgás  | 23       |          |
| Kiesett  | 10 | Gianni Morbidelli      | Footwork-Ford     | 17           | Olajszivárgás  | 21       |          |
| Kiesett  | 15 | Eddie Irvine           | Jordan-Hart       | 15           | Kicsúszás      | 6        |          |
| Kiesett  | 12 | Johnny Herbert         | Benetton-Ford     | 13           | Váltó          | 7        |          |
| NK       | 34 | Bertrand Gachot        | Pacific-Ilmor     |              |                |          |          |

## A világbajnokság végeredménye
| H   | Versenyzők         | Pont | H   | Konstruktőrök    | Pont |
| --- | ------------------ | ---- | --- | ---------------- | ---- |
| 1.  | Michael Schumacher | 92   | 1.  | Williams-Renault | 118  |
| 2.  | Damon Hill         | 91   | 2.  | Benetton-Ford    | 103  |
| 3.  | Gerhard Berger     | 41   | 3.  | Ferrari          | 71   |
| 4.  | Mika Häkkinen      | 26   | 4.  | McLaren-Peugeot  | 42   |
| 5.  | Jean Alesi         | 24   | 5.  | Jordan-Hart      | 28   |
| 6.  | Rubens Barrichello | 19   | 6.  | Ligier-Renault   | 13   |
| 7.  | Martin Brundle     | 16   | 7.  | Tyrrell-Yamaha   | 13   |
| 8.  | David Coulthard    | 14   | 8.  | Sauber-Mercedes  | 12   |
| 9.  | Nigel Mansell      | 13   | 9.  | Footwork-Ford    | 9    |
| 10. | Jos Verstappen     | 10   | 10. | Minardi-Ford     | 5    |

- (A teljes lista)

## Statisztikák
Vezető helyen:
- Michael Schumacher: 35 (1-35)
- Nigel Mansell: 36 (36-53 / 64-81)
- Gerhard Berger: 10 (54-63)

Nigel Mansell 31. győzelme, 31. pole-pozíciója, Michael Schumacher 15. leggyorsabb köre.
- Williams 78. győzelme.

Michele Alboreto 215., Jyrki Järvilehto, David Brabham és Christian Fittipaldi utolsó versenye.
- A klasszikus Lotus utolsó versenye.